# Хёг Андерсен, Алекс
А́лекс Хёг А́ндерсен (дат. Alex Høgh Andersen, род. 20 мая 1994, Слагельсе, Зеландия, Дания) — датский актёр. Наиболее известен по роли Ивара Бескостного в художественном телесериале «Викинги».

## Ранняя жизнь и образование
Родился 20 мая 1994 года в Скельскёре в семье Томаса и Шарлотты Андерсен. В детстве играл в гандбол и футбол в Скельскёре, а также пел и танцевал. Его мать отправила его в местный театр, когда ему было 8 лет, и играл он в нём до 17 лет.
В 2006 году в 11-летнем возрасте участвовал в популярной развлекательной программе TV 2 «Scenen er din», где выступал в категории «Юношеская песня». Дошёл до полуфинала, где проиграл своей сопернице Лотте Бьорнхольт Финк. Поступил в университет в 2014 году, но бросил учебу в 2015 году из-за натурных съёмок «Викингов» в Ирландии.

## Карьера
Дебютировал в 2012 году в датском мини-сериале «Аутсайдер», где сыграл вместе с Сарой-Софи Буссниной и Расмусом Ботофтом. Он взял на себя роль Виктора, друга главного героя Себастьяна. В 2013 году снялся в рождественском календаре TV 2 «Tvillingerne og Julemanden» в роли Уильяма Иверсена. В 2014 году начал изучать кино и медиа в Копенгагенском университете. Хёг Андерсен впоследствии сказал, что единственный год, который он проучился в университете, улучшил его актёрскую технику.
В 2015 году снялся в военном фильме Тобиаса Линдхольма «Война» (Krigen), повествующем о войне в Афганистане. Фильм получил положительные отзывы и был номинирован на премию «Оскар» в 2016 году за лучший фильм на иностранном языке.
В 2016 году начал сниматься в популярном драматическом сериале HBO «Викинги» в роли Ивара Бескостного. В начале 2015 года с Хёгом Андерсеном связался агент, который видел его в небольших постановках и попросил записать видео для боссов HBO, которые работали над предстоящим сезоном сериала. Летом 2015 года Хёг Андерсен был приглашён на второй тур кастинга, который проходил в Стокгольме; вскоре после этого он был отобран на третий и последний тур кастинга, который проходил в Дублине. Он пробовался на три роли в сериале, прежде чем ему предложили роль Ивара Бескостного, и впоследствии решил бросить учебу в университете. Дебютировал в роли искалеченного и частично парализованного сына короля в финале третьего сезона, а затем появился в 53 эпизодах за последующие четыре года, вплоть до финального, шестого, сезона сериала в 2020 году. Сериал получил высокую оценку критиков и положительные отзывы, был номинирован на несколько премий «Эмми».
После нескольких лет за границей вернулся в датское кино в 2021 году, когда снялся в аутентичной драме Уле Борнедаля «Тень в моих глазах», в которой рассказывается об ошибочной бомбардировке французской школы в Копенгагене во время Второй мировой войны. За роль Фредерика, датского солдата немецкой армии в Дании, который понимает, что должен изменить свою жизнь, Хёг Андерсен получил свои первые номинации на премии «Бодиль» и «Роберт» за лучшую мужскую роль.
В 2022 году снялся в драматическом сериале Viaplay «Викинг: падение наркобарона», вдохновлённом реальными событиями, связанными с преступным наркобароном и контрабандистом Клаусом Мальмквистом. Хёг Андерсен взял на себя роль молодого Клауса Мальмквиста.
В августе 2022 года Viaplay объявил, что актёр исполнит главную роль в комедийном сериале «Kald Mig Far», который был разработан на основе идеи Магнуса Хаугарда и самого Хёга Андерсена. Премьера сериала запланирована на 2023 год.

## Фильмография
| Год       |     | Русское название                       | Оригинальное название               | Роль                         |
| --------- | --- | -------------------------------------- | ----------------------------------- | ---------------------------- |
| 2007      | тсп | К востоку от солнца и к западу от луны | Østen for solen og vesten for månen | принц Себастьян              |
| 2009      | тсп | Приключение на 1001 ночь               | 1001 nats eventyr                   | Али                          |
| 2010      | тсп | Меч в камне                            | Sværdet i Stenen                    | Артур Пендрагон              |
| 2011      | тсп | Геркулес                               | Herkules                            | Дионис                       |
| 2012      | мтф | Аутсайдер                              | Outsider                            | Виктор                       |
| 2013      | с   | Близнецы и Дед Мороз                   | Tvillingerne & Julemanden           | Уильям Иверсен               |
| 2014      | мтф | Город героев                           | Big Hero 6                          | Хиро Хамада (датская версия) |
| 2015      | кор | Эстеланд                               | Ødeland                             | Якуп                         |
| 2015      | ф   | Война                                  | Krigen                              | Андерс Холм                  |
| 2015      | с   | Школа Хеденстеда                       | Hedensted High                      | Флотте Тьелле                |
| 2019      | мтф | Как приручить дракона 3                | Sådan Træner Du Din Drage 3         | Эрет (датская версия)        |
| 2016—2020 | с   | Викинги                                | Vikings                             | Ивар Бескостный              |
| 2021      | ф   | Тень в моих глазах                     | Skyggen i mit øje                   | Фредерик                     |
| 2022      | ф   | Викинг: падение наркобарона            | The Viking — Narkokongens fald      | Клаус Мальмквист             |
| 2023      | с   | Зови меня папой                        | Bare kald mig far                   | Эмиль                        |
| 2023      | с   | Тот, кто убивает. Узник тьмы           | Den som dræber — Fanget i mørket    | Бьорн Джепсен                |